# Hacker

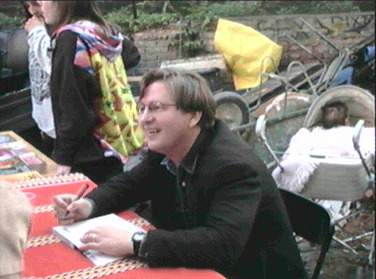
Bruce Sterling en actitud de escribir o de firmar; el citado es el autor del libro The Hacker Crackdown: Law and Disorder on the Electronic Frontier (La caza de "hackers": ley y desorden en la frontera electrónica).

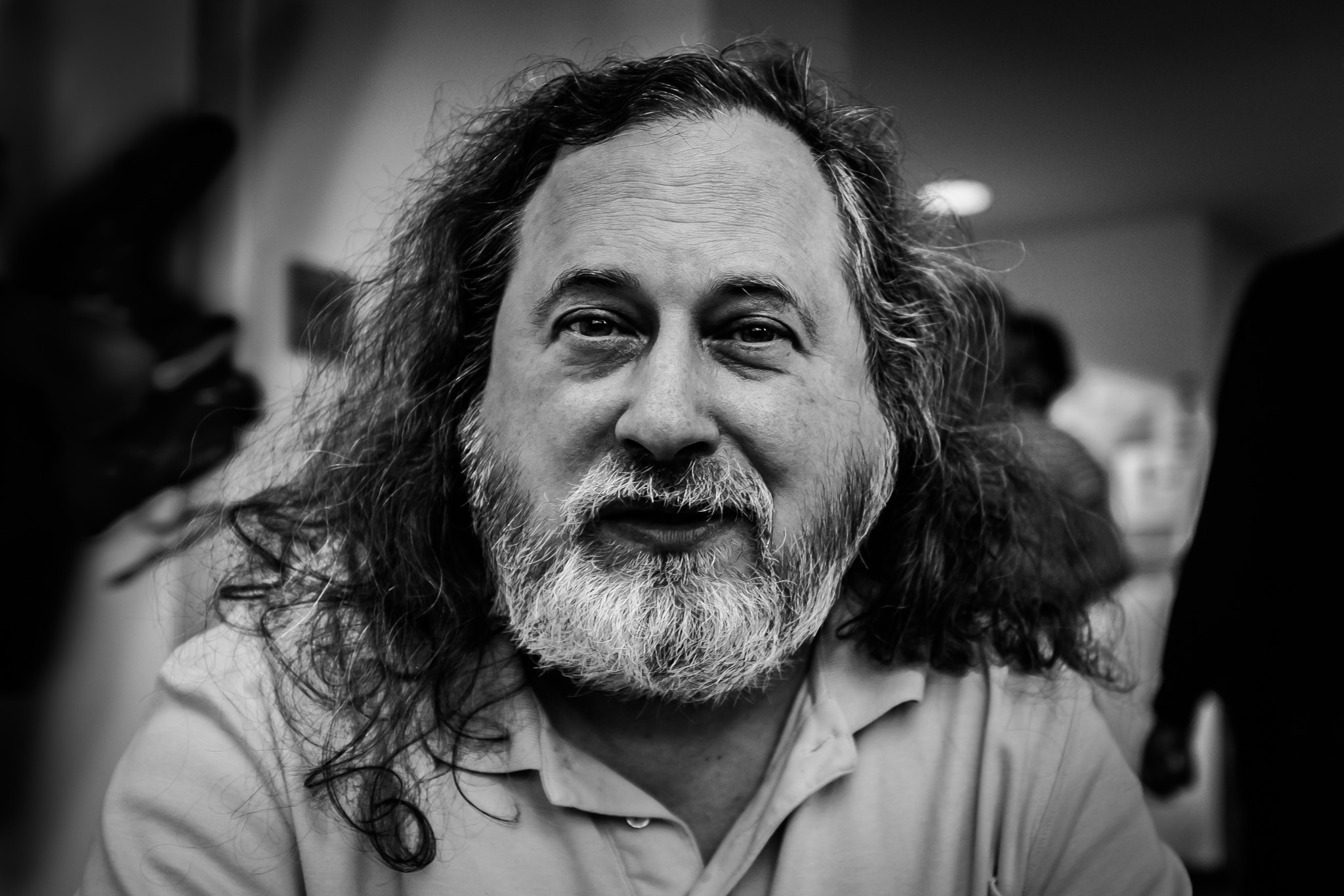
Richard Stallman, creador de la Free Software Foundation –FSF– (en español: Fundación por el Software Libre) y principal impulsor del concepto de software libre.

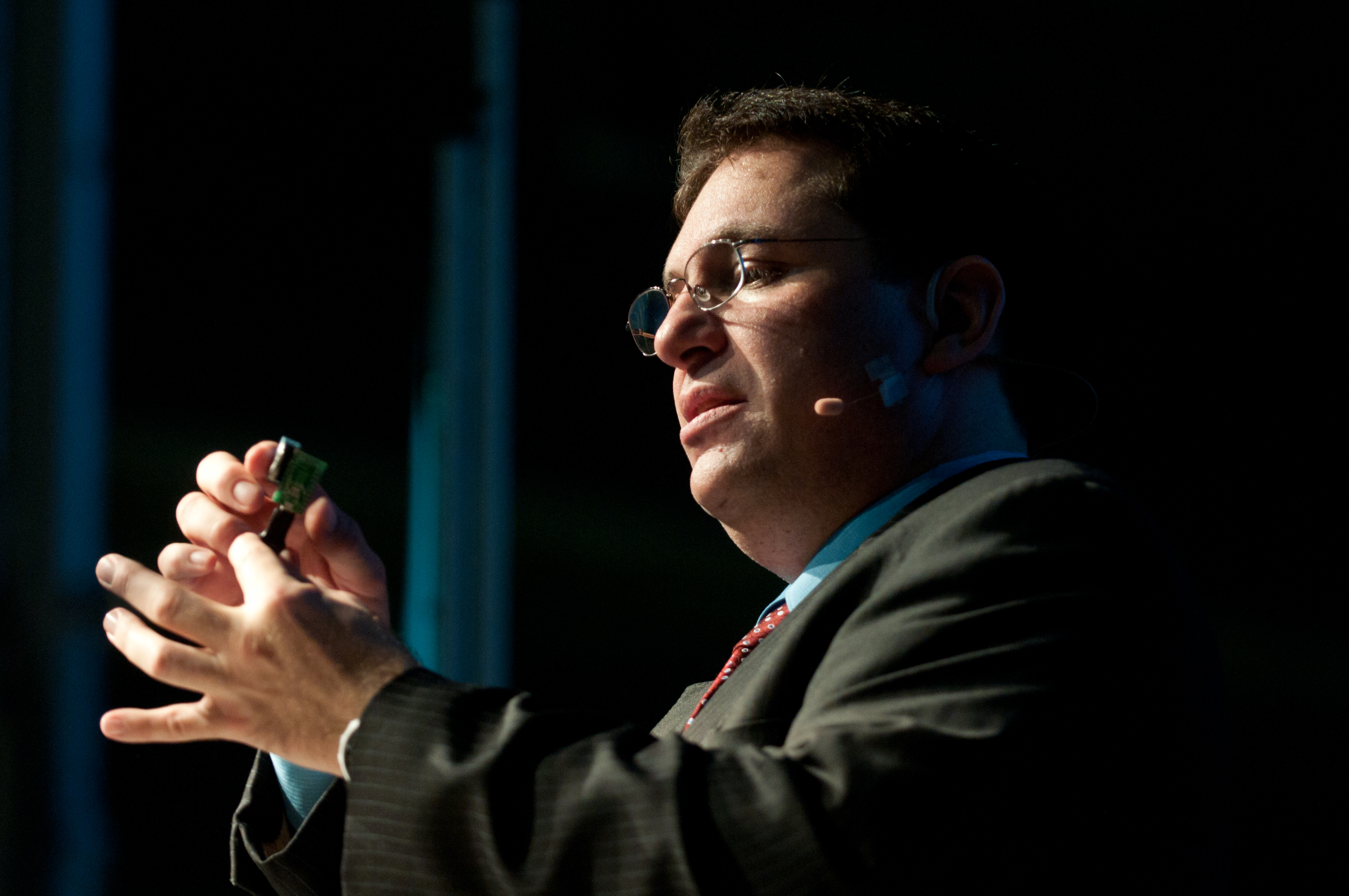
Kevin Mitnick, cuyas actividades como cracker fueron presentadas por los medios como hacker.

El término hacker, hispanizado como jáquer o jacker, es un concepto con diferentes definiciones que se diferencian principalmente en su amplitud de significado y su enfoque (neutro, negativo o positivo). El Diccionario de la lengua española de la ASALE, en su segunda acepción, establece que es una «persona experta en el manejo de computadoras, que se ocupa de la seguridad de los sistemas y de desarrollar técnicas de mejora». Existen definiciones más amplias como «crear, investigar y difundir información de interés general, cumpliendo ser éticamente bueno como criterio diferenciador de crackear. Aunque pudiera usarse en sentido amplio, el uso del término hackear se suele restringir habitualmente a cuando implica informática, computación, software, hardware, reparación y/o modificación». Según Glider, «un hacker es un apasionado, un entusiasta, un experto de las nuevas tecnologías, una persona que trata de romper los límites de la tecnología para crear algo superior», que considera que poner la información al alcance de todos constituye un extraordinario bien. Comúnmente el término es asociado a todo aquel experto de las tecnologías de comunicación e información que utiliza sus conocimientos técnicos en computación y programación para superar un problema, más frecuentemente asociado a la seguridad. Habitualmente se les llama así a técnicos e ingenieros informáticos con conocimientos en seguridad y con la capacidad de detectar errores o fallos en sistemas informáticos para luego informar los fallos a los desarrolladores del software encontrado vulnerable o a todo el público. También está generalizado llamar hackers a los programadores de software libre, quienes escriben software de interés general para su libre uso, así Richard Stallman reivindica el uso correcto de la palabra hacker y evitar la confusión con cracker.
El término hacker nace en la segunda mitad del siglo XX y su origen está ligado con los clubs y laboratorios del Instituto Tecnológico de Massachusetts. Richard Stallman fundó en 1983 y desde entonces promueve el proyecto GNU con el objetivo de crear un sistema operativo completamente constituido exclusivamente por software libre para lograr un sistema operativo que puede ser usado por cualquier persona sin comprometer sus libertades, además de crear las licencias de software libre de GNU que son actualmente usadas por miles de programas y aplicaciones. Por su parte Eric S. Raymond sostiene que el motivo principal que tienen estas personas para crear software en su tiempo libre, y después distribuirlos de manera gratuita, es el de ser reconocidos por sus iguales. Sin  embargo a mediados de década de 1990, debido a la promoción mediática como hacker de Kevin Mitnick para referirse a sus actividades como cracker, el término desvirtuó su significado.
Se recomienda diferenciar claramente entre hacker y cracker, ya que, si bien ambos son expertos en descubrir vulnerabilidades en sistemas, el segundo lo hace con propósitos ilícitos o lucrativos. La palabra hacker era popularmente conocida como Pirata Informático, según la definición dada por la RAE. Después de miles de críticas y solicitudes dadas a la RAE, se decidió renovarlo nuevamente logrando una definición aceptada por la comunidad de expertos y entusiastas informáticos. Pero, a pesar de los esfuerzos por diferenciarlos, los medios de comunicación masiva continúan confundiendo los términos, generando rechazo de parte de los expertos en computación. En 2017, se propuso la posibilidad de usar estos dos términos adaptados al español como háker (pronunciado como hache aspirada, no como jota) y cráker, siguiendo los criterios de la Ortografía de la lengua española. Sin embargo en el primer caso se aceptó el uso de «jáquer» como sustantivo y «jaquear» o «hackear» como verbo transitivo.

## Otros significados
En idioma inglés la palabra hacker originalmente se utilizaba para definir a una persona que creaba muebles con un hacha, lo que ya de por sí denota una habilidad e ingenio extra sobre un carpintero común. Según algunas personas los hackers pueden dividrse en las comunidades o subculturas que se indican a continuación, pero en la práctica las fronteras de esta clasificación son difusas y esta diferenciación es contraria a las definiciones amplias de hacker:

Emblema hacker, proyecto para crear un símbolo reconocible para la percepción de la cultura hacker.

- En seguridad informática este término concierne principalmente a entradas remotas no autorizadas por medio de redes de comunicación como internet conocidos como sombreros negros (black hats). Pero también incluye a aquellos que depuran y arreglan errores en los sistemas como sombreros blancos (white hats) y a los de moral ambigua como son los sombreros grises (grey hats). La clasificación de sombreros de colores suele ser rechazada por las comunidades hackers.[7]
- Una comunidad de entusiastas programadores y diseñadores de sistemas originada en los sesenta alrededor del Instituto Tecnológico de Massachusetts (MIT), el Tech Model Railroad Club (TMRC) y el Laboratorio de Inteligencia Artificial del MIT.[22] Esta comunidad se caracteriza por el lanzamiento del movimiento de software libre.[23] En la publicación Request for comments (RFC 1392) amplía este significado como «persona que disfruta de un conocimiento profundo del funcionamiento interno de un sistema, en particular de computadoras y redes informáticas».
- La comunidad de aficionados a la informática doméstica, centrada en el hardware posterior a los setenta y en el software (juegos de computadora, cracking de software, la demoscene) de entre los ochenta/noventa.
- Se utiliza la palabra hacker, para describir a una persona que practica la programación informática, con una especie de pasión artística, o que forma parte de la cultura de los hackers, es decir, al grupo de programadores que históricamente están en los orígenes de Internet, del software libre y de la World Wide Web.

El 20 de diciembre de 2017 la RAE añadió una segunda acepción a la palabra hacker para resaltar su condición de experto en ciberseguridad. En concreto la definió como: "Persona experta en el manejo de computadoras, que se ocupa de la seguridad de los sistemas y de desarrollar técnicas de mejora".
No obstante, y en coherencia con las definiciones amplias de hacker, más allá de las definiciones del término hacker en sus versiones más estrechamente vinculadas al mundo informático o tecnológico, cabe destacar el uso de esta palabra por extensión (y de hecho así fue en sus inicios el origen de la misma) a toda persona que implementa soluciones para cualquier sistema, sea informático o no, de manera que este pueda emplearse de formas no pensadas por quienes crearon dichos sistemas. Así el término hacker está indisolublemente unido a toda persona que manipula o que posee conocimientos prácticos que modifican los usos de las cosas de modo que estas puedan emplearse para fines no previstos en su origen. De ahí el uso de los términos de hackeado (en inglés: hacked, pronunciado como jaqueado), como sinónimo de "alterando en su fines" para cumplir otras funciones.

## Historia
En 1961 el MIT, el Massachusetts Institute of Technology, adquirió la microcomputadora PDP-1, lo que atrajo la curiosidad de un grupo de estudiantes que formaban parte del Tech Model Railroad Club, TMRC, ya que podrían interactuar directamente con ella mediante códigos de programación. Debido a que la microcomputadora tardaba mucho en encender, se quedaba prendida toda la noche haciendo que los miembros del TMRC tuvieran acceso a ella y pudieran empezar a experimentar, uno de los logros más famosos de estos experimentos fue la creación del videojuego Spacewar.
Tiempo después algunos miembros del TMRC se volvieron miembros del Laboratorio de Inteligencia Artificial del MIT y se llevaron con ellos la tradición de jugarse bromas inocentes entre ellos, a las cuales llamaban hacks. Fueron los miembros de este laboratorio los primeros en autonombrarse hackers. Esta comunidad se caracteriza por el lanzamiento del movimiento de software libre. La World Wide Web e Internet en sí misma son creaciones de hackers.
En 1962, J.C.R. Licklider creó un nuevo concepto que cambiaría las telecomunicaciones de ese entonces. Este concepto se llamó ARPANET. Una idea que empezó como un proyecto del Departamento de Defensa para la comunicación terminó siendo una extensa red de ordenadores transcontinental de alta velocidad, la cual comunicaba universidades, laboratorios de investigación y contratistas de defensa entre otros. Un efecto que tuvo esta red fue la de unir a todos los hackers de EUA, haciendo que empezaran a descubrirse a ellos mismos. ARPANET ayudó a que los amantes de la programación pudieran tener un espacio para generar ideas y al mismo tiempo para tener una identidad.
De ahí salió la idea de crear un archivo que hiciera un compilado tanto del argot como de las discusiones que se tenían referente a la cultura hacker. A este primer compilado se le llamó Jargon File que era más como un diccionario. Se publicó en 1983 como The Hacker's Dictionary y poco a poco se ha ido actualizando. Actualmente la versión impresa se conoce como The New Hacker's Dictionary.
Con la llegada del nuevo PDP-10, ahora había una nueva oportunidad para probar a los estudiantes más brillantes. Fue entonces cuando estudiantes del MIT atacaron el Sistema Operativo del nuevo procesador y crearon uno nuevo llamado ITS (Sistema de Tiempo Compartido Incompatible). El Sistema Operativo se podía describir como excéntrico y raro. Contenía algunos errores, sin embargo el avance que lograron en cuanto a innovación técnica los llevó a tener el récord del sistema operativo más antiguo en uso continuo.
La creación del nuevo sistema operativo orilló a que aprendieran a programar en distintos lenguajes, muchos de ellos siguen siendo utilizados en la actualidad. Un ejemplo es el lenguaje IA LISP que por su estructura y complejidad hizo que los programadores pensaran de forma más creativa y hasta a veces inusual. Pero fue gracias a esto que empezaron a desarrollar sus habilidades para atacar y usar la tecnología a su favor.

### ARPANET
Después de 1969 el laboratorio de Inteligencia Artificial del MIT fue conectado a la ARPANET desde donde pudo tener contacto con otros departamentos de investigación informática de otras universidades como Stanford y Bolt Beranek & Newman. Con esta nueva forma de comunicación los estudiantes empezaron a colaborar con otros a pesar de la distancia. A partir de este momento se empezó a formar una cultura y nació el Jargon file ("fichero de jerga"), documento que tenía una lista de términos que se usaban en su jerga coloquial y que se originó en Standford en 1987.. Los hackers de MIT crearon su propio sistema operativo, el ITS, que usaba el lenguaje LISP.

### UNIX

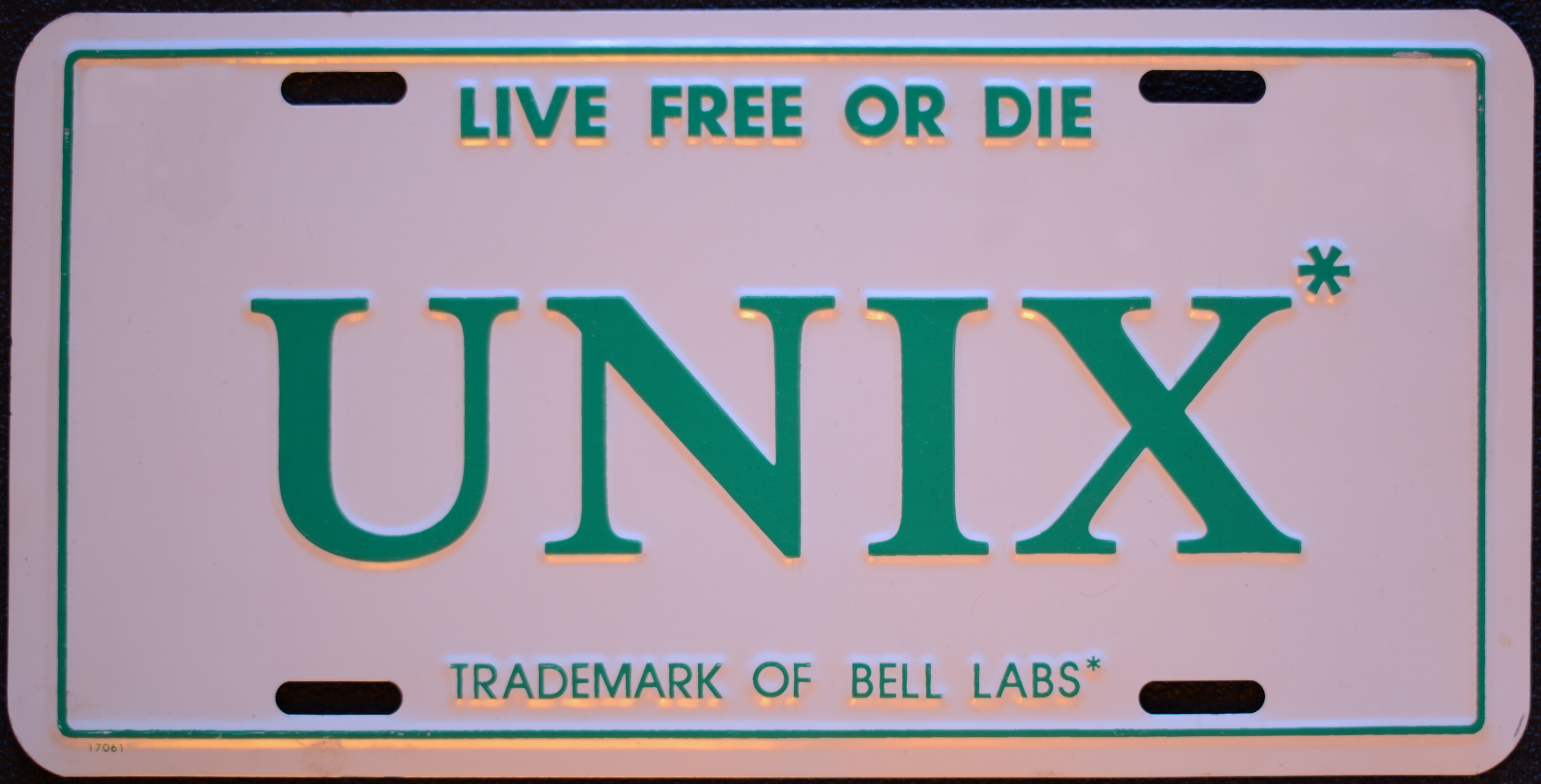
Placa que dice "vive libre o muere UNIX" *marca registrada de laboratorios Bell

Al mismo tiempo que ARPANET nacía, también era creado el sistema operativo UNIX en los laboratorios Bell. UNIX, junto con el lenguaje C, era muy portable y compatible con las máquinas. Las máquinas con UNIX tenían su propia conexión con otras máquinas con UNIX, y esta interconexión recibió el nombre de Usenet. Para 1980 los primeros sitios en Usenet empezaban a transmitir noticias, formando una gran red de distribución que crecería más que ARPANET.
Ambos grupos de hackers estaban divididos y era poco común que alguien que usara UNIX también usara ARPANET. En 1983 se canceló la distribución de la PDP-10, la cual fuera una de las microcomputadoras favoritas de los hackers y en la cual se construyó el ITS. Después de la cancelación de esta microcomputadora por parte de la Digital Equipment Corporation la variante de UNIX creada en Berkeley se convirtió en el sistema hacker por excelencia, y por esa época Richard M. Stallman, inventor del editor Emacs, creó la Free Software Foundation.

### GNU
En 1983 Stallman buscaba crear un propio sistema operativo de tipo UNIX que estuviese disponible de forma libre, y fundó el proyecto GNU (acrónimo de GNU No es UNIX). Stallman sustituyó el copyright o todos los derechos reservados, por el copyleft o todos los derechos reversados, con lo que buscaba que cualquier programa publicado en la red por la FSF pudiera ser utilizado y modificado bajo una licencia de la Fundación y con la condición de difundir las modificaciones que se llegasen a hacer al programa también respetando las libertades del usuario. Otro de sus logros fue haber popularizado el término "software libre" en un intento de conseguir su objetivo y ponerle nombre al producto de toda cultura hacker.

### Linux
En 1991, un estudiante de la Universidad de Helsinki, Linus Torvalds diseñaba su propio UNIX sobre la base de la fundación y publicó el código fuente en la red pidiendo ayuda para perfeccionarlo. Con ayuda de cientos de programadores que se pusieron a la tarea de ayudar a Torvalds con el código, se desarrolla el kernel Linux (erróneamente se lo denomina sistema operativo), que originalmente tenía el nombre de Freax. Hoy en día es promocionado por diferentes gobiernos, como el de Francia, y siempre está en código abierto y sin derechos de propiedad sobre él.

## Éticahacker

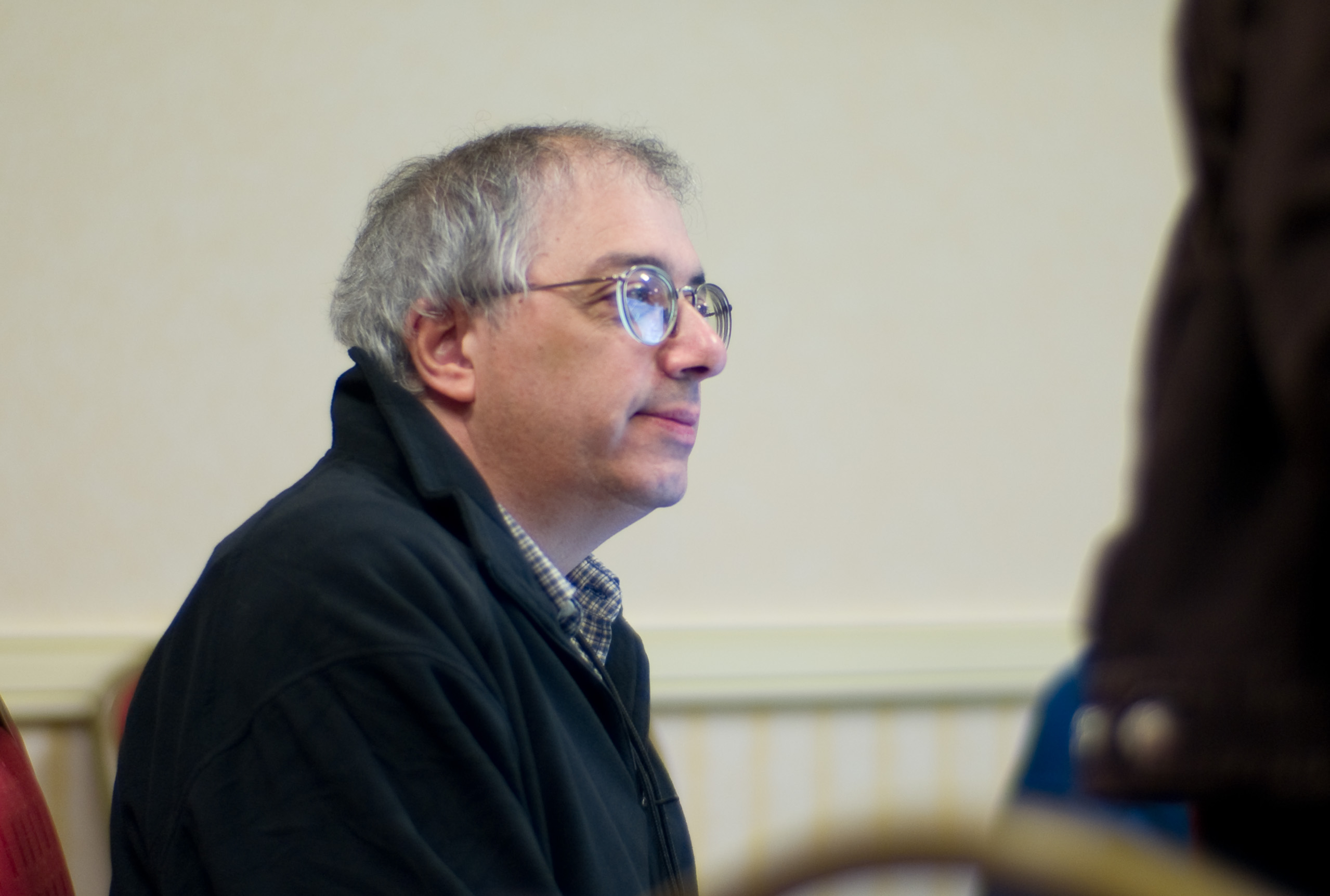
Steven Levy, autor del libro 'Hackers: heroes of the computer revolution'.

En 1984, Steven Levy publicó el libro titulado "Hackers: los héroes de la revolución informática", (en inglés: Hackers: heroes of the computer revolution) en donde se plantea por primera vez la idea de la ética hacker, y donde se proclama y se promueve una ética de libre acceso a la información y al código fuente del software. Levy se basó en entrevistas para poder identificar los seis principios básicos relacionados con las creencias y las operaciones de los hackers.
De acuerdo a Levy los seis fundamentos del hacker son:
1. El acceso a los computadores debe ser ilimitado y total;
2. Toda información debería ser libre;
3. Es necesario promover la descentralización y desconfiar de las autoridades;
4. Los hackers deberían ser juzgados por su labor y no por cosas como su raza, su edad, o su posición social;
5. Se puede crear arte y belleza en un computador;
6. Las computadoras pueden cambiar tu vida para mejor.

Sin embargo, la ética hacker genera controversia, y hay personas, como el estudiante de derecho Patrick S. Ryan, que critican los principios recién enumerados de la ética hacker, considerando que allí "hay muy poca ética", y catalogando esos enunciados como "un grito de batalla -que- no pone límites a los hackers". Sin embargo, para otras personas, como por ejemplo Linus Torvalds, estos principios éticos están de acuerdo al trabajo cotidiano del hacker, que es "interesante, emocionante, y algo que se disfruta", adjetivos que en ocasiones son usados por los mismos hackers para describir sus respectivos trabajos, lo que también limita la restricción que se proclama sobre la libertad de usar la información.
De acuerdo a Raymond, la ética social del hacker se basa en tres principios:
1. La creencia de que compartir información es bueno.
2. Que los hackers tienen una responsabilidad ética de compartir la información con la que trabajan.
3. Que los hackers deberían facilitar el acceso a computadoras cuando sea posible.[32]

## Controversia

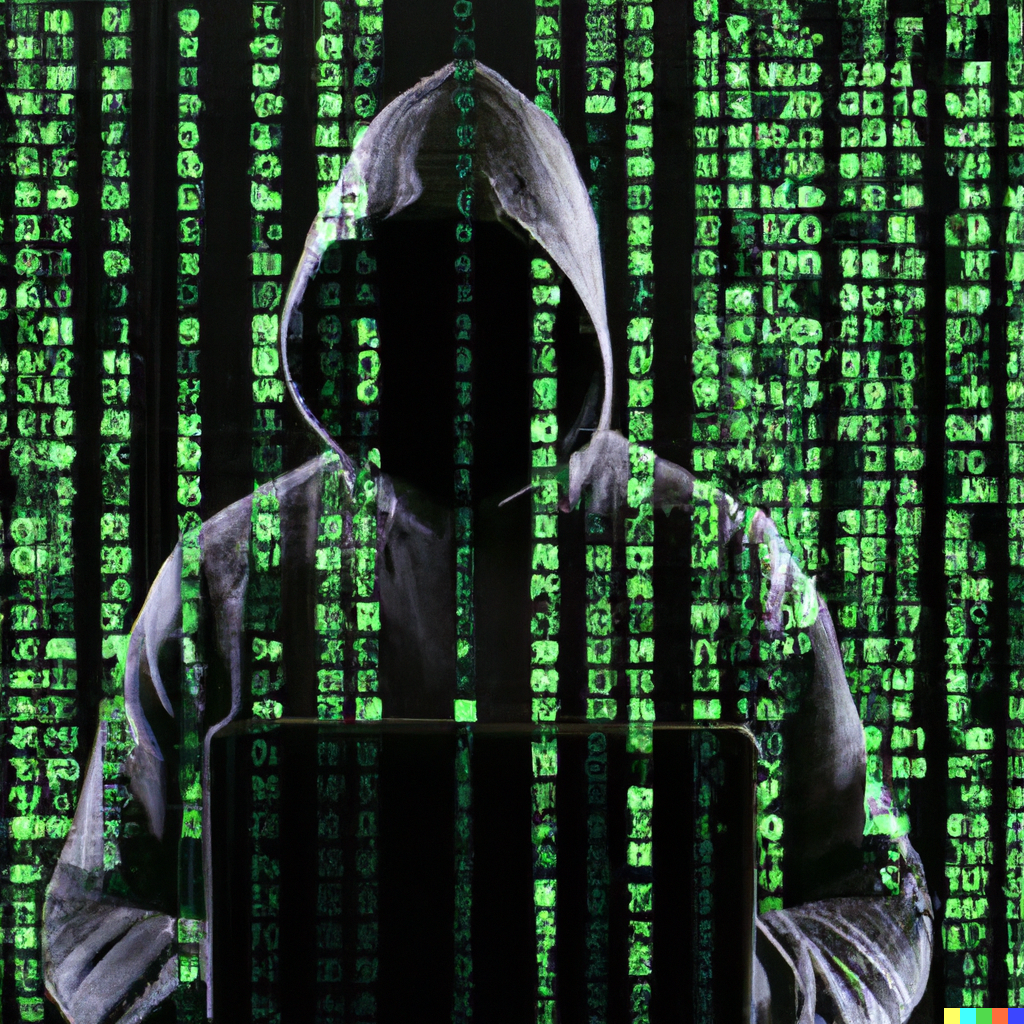
Hacker de Anonimus

En la actualidad se usa de forma corriente para referirse mayormente a los criminales informáticos (piratas informáticos lo define la RAE en su primera acepción), debido a la utilización masiva de la palabra hacker por parte de los medios de comunicación desde la década de 1980 para referirse a los criminales informáticos (crackers). Según Helen Nissenbaum, que los hackers sean mal vistos ayuda al gobierno y a los poderes privados con dos cosas: 1) a definir lo que es normal en el mundo computacional haciendo creer que un buen ciudadano es todo lo que el hacker no es; 2) a justificar la seguridad, la vigilancia y el castigo.
A los criminales se le pueden sumar los llamados "script kiddies", "gente que invade computadoras", usando programas escritos por otros, y que tiene muy poco conocimiento y entendimiento sobre cómo funcionan. Este uso incorrecto aumenta la confusión de un gran segmento de la población que no es consciente de las diferencias.
Mientras que los hackers aficionados reconocen los tres tipos de hackers y los hackers de la seguridad informática aceptan todos los usos del término, los hackers del software libre consideran la referencia a intrusión informática como un uso incorrecto de la palabra, y se refieren a los que rompen los sistemas de seguridad como crackers" (analogía de safecracker, que en español se traduce como "un ladrón de cajas fuertes").

### Ambigüedad y debate
Los términos hacker y hack pueden tener connotaciones positivas y negativas. Los programadores informáticos suelen usar las palabras hacking y hacker para expresar admiración por el trabajo de un desarrollador cualificado de soporte lógico, pero también se puede utilizar en un sentido negativo para describir una solución rápida pero poco elegante a un problema. Quienes se autodenominan hackers desaprueban el uso del hacking como un sinónimo de cracker, en marcado contraste con el uso de muchos medios de comunicación de masas, en el que la palabra hacker se usa (en lugar de cracker) para
describir a alguien que se infiltra en un sistema informático con el fin de eludir o desactivar las medidas de seguridad, robar y chantajear.
Richard Feynman, quien trabajó en el Proyecto Manhattan, es considerado por Bruce Schneier y Paul Graham como un hacker en la muy estricta definición del término. Schneier va mucho más allá: Galileo y M. Curie también los considera como tales. Sin embargo a Aristóteles no y lo ilustra de una manera muy pragmática: «Aristóteles tenía alguna prueba teórica de que las mujeres tenían menos dientes que los hombres. Un hacker simplemente habría contado los dientes de su esposa. Un buen hacker habría contado los dientes de su esposa sin que ella lo supiera, mientras ella estaba dormida. Un buen hacker malo podría eliminar algunos de ellos, solo para demostrar un punto.»
En un principio se utilizaba "hack" como verbo para expresar "perder el tiempo" (e.j. "Puedo hackear con el computador"), el significado del término ha cambiado a lo largo de décadas desde que empezó a utilizarse en un contexto informático. Como su uso se ha extendido más ampliamente, el significado primario de la palabra, por parte de los nuevos usuarios, ha pasado a uno que entra en conflicto con el énfasis original.[cita requerida]

## Activismo

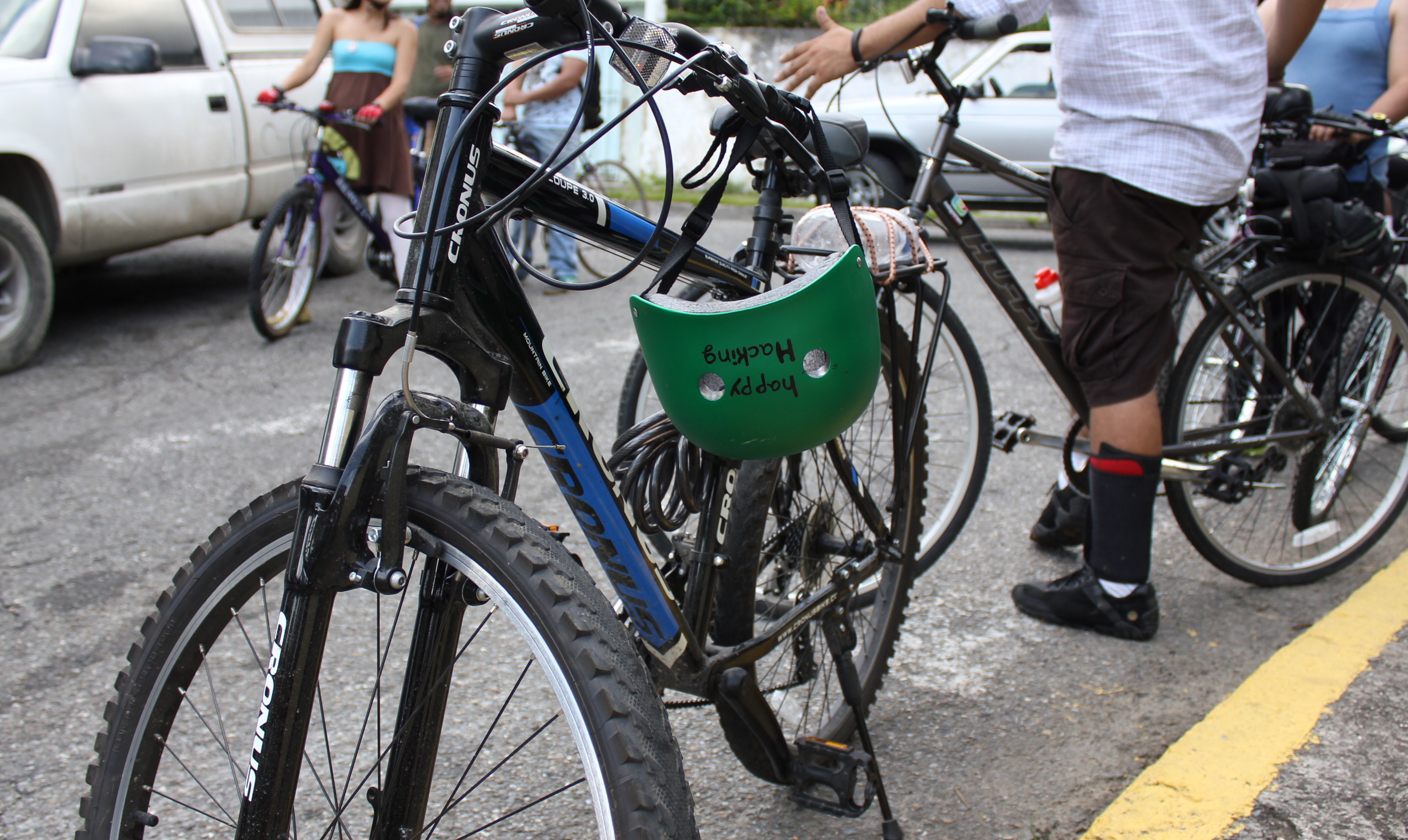
En sentido amplio el término hacker o hacking se puede asociar a movimientos sociales que promueven cambios en los modos de vida.

Desde el año 2002-2003, han ganado fuerza las definiciones amplias de hacker con una perspectiva más allá de la estrictamente informática, pero con una orientación a su integración al
hacktivismo en tanto movimiento. Aparecen espacios autónomos denominados hacklab o hackerspace y los hackmeeting como instancias de diálogo de hackers. Desde esta perspectiva, se entiende al hacker como una persona que es parte de una conciencia colectiva que promueve la libertad del conocimiento y la justicia social.
Se entiende, por tanto, el hacktivismo (fusión de hack y activismo) como el empleo de las destrezas técnicas más diversas, en pro de fines sociales, ecológicos, humanitarios o de cualquier otra índole con repercusión o tendente a la defensa de los derechos humanos.
Así, el hacktivismo debe ser entendido no desde un prisma reduccionista como equivalente siempre al desarrollo de actividades subversivas. Se encuentran ramificaciones del hacktivismo en la liberación de conocimiento (como puede ser la misma Wikipedia, en la que los conocimientos informáticos y técnicos de sus creadores dieron lugar a toda una revolución en el modo de crear y compartirse el conocimiento humano más allá de barreras académicas o comerciales), o en la liberación de información clasificada que se considera debe estar, por definición, a disposición de la sociedad (casos de WikiLeaks o las filtraciones de Snowden sobre las actividades militares y casos de espionaje gubernamentales).
Por tanto, el fenómeno hacker tiene un importante componente de aperturismo y liberación de conocimientos e información que, a través del activismo de estos especialistas, benefician a la sociedad en general.
En este caso, los roles de un hacker pueden entenderse en cuatro aspectos:
- Apoyar procesos de apropiación social o comunitaria de las tecnologías.
- Poner a disposición del dominio público el manejo técnico y destrezas alcanzadas personal o grupalmente.
- Crear nuevos sistemas, herramientas y aplicaciones técnicas y tecnológicas para ponerlas a disposición del dominio público.
- Realizar acciones de hacktivismo tecnológico con el fin de liberar espacios y defender el conocimiento común y abierto.

## Clasificación de loshackers

### Sombreros

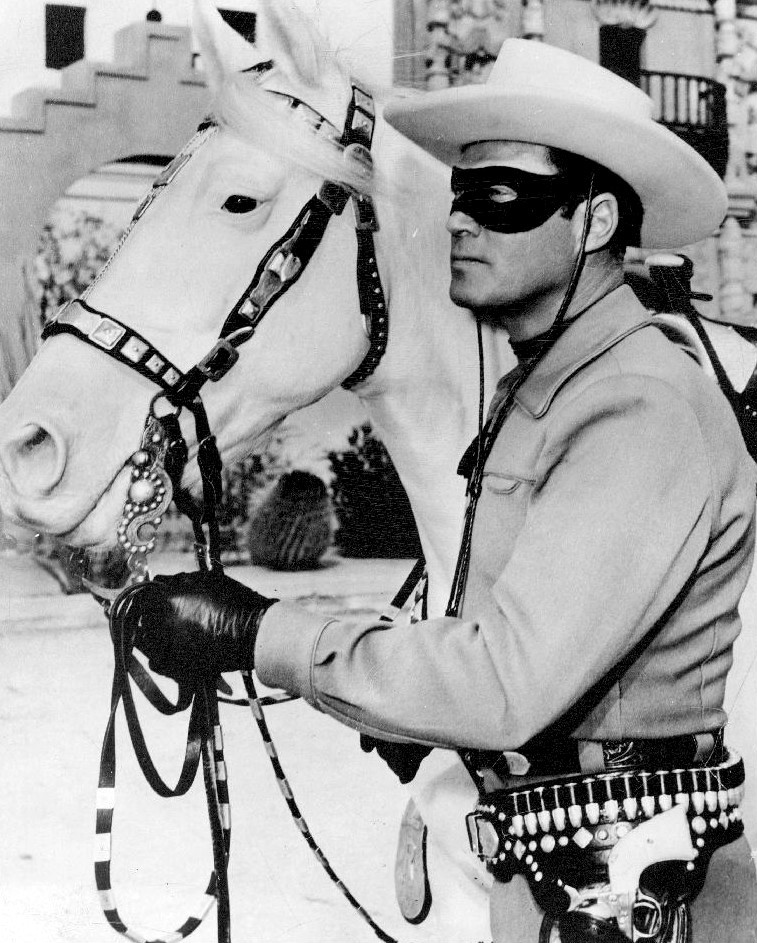
El Llanero Solitario; un famoso pistolero heroico.

El origen del término parece provenir de las antiguas películas de vaqueros donde el personaje bueno utilizaba un sombrero blanco y el malvado un sombrero negro, lo cual era muy efectivo para recalcar la trama, incluso si el filme era en blanco y negro o a color. De allí primordialmente deriva la costumbre de clasificar a los hackers según sus intenciones o forma de actuar asignándoles un "color de sombrero". Nótese que la clasificación de sombreros de colores suele ser rechazada por las comunidades hackers.
Pero incluso esto no es suficiente para decir que alguien es "sombrero blanco" o "sombrero negro" a rajatabla. El comportamiento de los hackers muchas veces escapan con creces al control de la ley porque lo que hacen es tremendamente inusual, desconcertando incluso a los investigadores policiales. Un ejemplo de ello es un amigo de Paul Graham que fue detenido por el FBI debido a que recientemente se había legislado sobre la irrupción en ordenadores. Las técnicas de investigación no funcionaron porque estaban basadas en causas frecuentes: dinero, venganza, drogas o sexo o una combinación de algunas y/o todas ellas. La curiosidad intelectual no era un concepto para el que estaban preparados los agentes policiales del FBI.
Un término acuñado a mediados del año 2014 por un hacker de la comunidad Underground[¿quién?] quien definió como "sobre el sombrero" a todos los profesionales vinculados con las artes hacking. En un corto escrito, explica como a través del tiempo deben comprender y aprender todas las formas existentes de hackeo.[cita requerida] Lo cual causa una doble moral, por un lado existe la ética a la cual han sido fieles y por ello prestan servicios profesionales a miles de empresas en el mundo asegurando su infraestructura; por otro, conocer y usar métodos propios de los BlackHat que incluyen ataques de denegación de servicio e ingeniería social agresiva entre otros. Según el escrito,[cita requerida] están por encima del bien y del mal electrónico, lo cual concluye que solo una amplia capacidad moral autodeterminada por ellos mismos los convierte en profesionales con la capacidad de determinar adecuadamente y con las regulaciones de la actual sociedad.

#### Hackerde sombrero blanco
Un hacker de sombrero blanco (del inglés, white hat), penetran la seguridad del sistema, suelen trabajar para compañías en el área de seguridad informática para proteger el sistema ante cualquier alerta.

#### Hackerde sombrero negro
Por el contrario, los hackers de sombrero negro (del inglés, black hat), también conocidos como crackers muestran sus habilidades en informática rompiendo sistemas de seguridad de computadoras, colapsando servidores, entrando a zonas restringidas, infectando redes o apoderándose de ellas o creando virus, entre otras muchas cosas utilizando sus destrezas en métodos hacking. Rompen la seguridad informática, buscando la forma de entrar a programas y obtener información o generar virus en el equipo o cuenta ingresada.

#### Hackerde sombrero gris
Los hackers de sombrero gris (del inglés, grey hat) son aquellos que poseen un conocimiento similar al hacker de sombrero negro y con este conocimiento penetran sistemas y buscan problemas, cobrando luego por su servicio para reparar daños y mejorar el software.

#### Hackerde sombrero azul
El hacker de sombrero azul (del inglés, blue hat) se caracteriza por enfocar sus esfuerzos maliciosos hacía una persona o empresa en concreto. Lo único que les mueve es la venganza contra una persona o una compañía en concreto. Tienen escasas habilidades sobre técnicas de hacking y únicamente buscan aprender lo justo para causar molestias o daños.

#### Hackerde sombrero dorado
El hacker de sombrero dorado es aquel que usa la tecnología para violar un sistema informático con el propósito de notificar la vulnerabilidad del sistema al administrador. También rompe la seguridad informática no por razones maliciosas sino por poner a prueba su propio sistema o de la compañía donde trabaja, o simplemente para difundir un mensaje por la red.
Script kiddies
Se les denomina script kiddies a los hackers que usan programas escritos por otros para lograr acceder a redes de computadoras, y que tienen muy poco conocimiento sobre lo que está pasando internamente.

#### Otros usos
En los últimos años, los términos sombrero blanco y sombrero negro han sido aplicados a la industria del posicionamiento en buscadores (search engine optimization, SEO), originando la denominación black hat SEO. Las tácticas de posicionamiento en buscadores de los hackers de sombrero negro, también llamada spamdexing, intento de redirigir los resultados de la búsqueda a páginas de destino particular, son una moda que está en contra de los términos de servicio de los motores de búsqueda, mientras que los hackers de sombrero blanco, utilizan métodos que son generalmente aprobados por los motores de búsqueda.

### Phreaker
Procedente de phone freak (entusiasta de los teléfonos). Son personas con conocimientos amplios tanto en teléfonos modulares como en teléfonos móviles.
La meta de los phreakers es generalmente superar retos intelectuales de complejidad creciente, relacionados con incidencias de seguridad o fallas en los sistemas telefónicos, que les permitan obtener privilegios no accesibles de forma legal.
El término phreak es una conjunción de las palabras phone (teléfono en inglés), hack y freak (entusiasta, fenómeno, loco, chiflado o monstruo en inglés, pero en este caso es más bien el primer significado). También se refiere al uso de varias frecuencias de audio para manipular un sistema telefónico, ya que la palabra inglesa phreak se pronuncia de forma similar a frequency (frecuencia).

### Lamero Script-kiddie
Es un término coloquial inglés aplicado a una persona falta de habilidades técnicas, generalmente no competente en la materia, que pretende obtener beneficio del hacking sin tener los conocimientos necesarios. Su alcance se basa en buscar y descargar programas de intrusión informática, para propagar software malicioso sin ningún conocimiento claro de cómo funciona. Debido a esto se ocasionan daños significativos al funcionamiento interno de los sistemas donde son ejecutados, en algunas ocasiones dañando por completo los equipos de computación.
Los Lamer o Script-kiddie son muy criticados por los hackers, debido a los daños que generan a usuarios y empresas, esto genera una estigmatización para la comunidad de expertos en computación. 

### Novato
La palabra es un anglicismo, que se traduciría como hacker novato. Es una palabra usada en argot informático para referirse a alguien que acaba de iniciarse en el hacking y tiene poca experiencia. Algunas hipótesis sitúan la extensión de su uso a raíz de su popularidad dentro de las Fuerzas Armadas de los Estados Unidos de América, a finales del siglo XX. Otras variantes del término son newby y newbee. El término novato a secas (noob, comúnmente escrito) se utiliza más a menudo en los juegos en línea y redes sociales.

## Equipos
Cuando hablamos de seguridad informática y protección de datos entran en juego dos equipos fundamentales: los Read Team y los Blue Team. Ambos realizan un trabajo complementario para detectar vulnerabilidades, prevenir ataques informáticos y emular escenarios de amenaza. A estos dos equipos hay que añadirles un tercero: el Purple Team.

### Red Team
El Red Team (equipo rojo) es responsable de un proceso de prueba ofensivo. Se comportan exactamente como un equipo atacante y realizan pruebas ofensivas en el escenario en tiempo real.
Esto podría llevarse a cabo por un período de 30 días o incluso meses, según el requisito. Los Red teamers analizan el comportamiento y preparan una estrategia para realizar ataques.
Nota: Nadie en una organización sabe nada sobre estas operaciones de Red Team, excepto la gerencia de nivel superior.
Una vez que exploten los recursos, harán un informe de toda la operación y lo entregarán a la empresa.
Sus tareas incluyen:
- Seguridad ofensiva
- Hackeo ético
- Explotación de vulnerabilidades
- Pruebas de penetración
- Pruebas de caja negra
- Ingeniería social
- Escaneo de aplicaciones web

Por lo general, el Red Team no tiene límites de tareas. Utilizan todas las metodologías posibles y nuevas para realizar la operación Red teaming.

### Blue Team
El Blue Team (equipo azul) es el encargado de la operación defensiva. Trabajan en estrecha colaboración con datos e información altamente confidenciales y brindan seguridad defensiva.
Sus tareas incluyen:
- seguridad defensiva
- Protección de infraestructura
- Control de daños
- Respuesta al incidente
- Seguridad operativa
- cazadores de amenazas
- Forense digital.

Nota: Las empresas empresariales tendrán miles de ingenieros de seguridad defensiva (equipo azul) con diferentes funciones en un sistema.

### Purple Team
El Purple Team (equipo morado) trabaja para maximizar el rendimiento del equipo rojo y, al mismo tiempo, mejora el rendimiento del equipo azul.
Básicamente, un equipo morado debe conocer tanto la tarea del equipo rojo como la del equipo azul. En otras palabras, podemos decir, una combinación de equipo rojo y azul para mejorar el resultado.
Sus funciones son principalmente son :
- Mejorar las capacidades de detección y defensa.
- Mejora las habilidades de operación del equipo azul y rojo.
- Mejora el rendimiento general de ataque y defensa.